# Músculo detrusor
El músculo detrusor es la capa de músculo liso que forma parte de la pared de la vejiga urinaria. Su contracción provoca la micción, es decir la expulsión de la orina al exterior a través de la uretra.

## Descripción
La pared de la vejiga urinaria está formada por tres capas: la interna o mucosa, la intermedia o muscular y la externa o serosa. La capa intermedia o muscular constituye el músculo detrusor, el cual está constituido por músculo liso que se distribuye en tres capas concéntricas: la externa formada por fibras musculares longitudinales, la media formada por fibras circulares y la interna formada también por fibras longitudinales. En la zona de la vejiga próxima al trígono, la capa interna se adhiera a la mucosa y forma el músculo trigonal.

## Micción
Para que tenga lugar el proceso de micción es necesario que los esfínteres de la uretra se relajen y que el músculo detrusor se contraiga.  El músculo detrusor posee gran elasticidad en sus fibras, por lo que se acomoda al volumen de la orina durante el proceso de llenado sin que ello provoque un aumento significativo de la presión intravesical, sin embargo cuando la cantidad de orina presente en la vejiga llega a un volumen de entre 250 y 500 cc, la presión aumenta, produciéndose la estimulación de los receptores de presión (barorreceptores) lo que provoca sensación de llenado vesical y deseo de orinar.